# Створний знак
Створні знаки або ство́ри — навігаційні споруди контрастного кольору на берегах річок і озер.
Використовуються для визначення положення судна відносно осі судноплавного фарватеру, разом з буями, бакенами, входять в систему позначень фарватеру.
Створи утворюються з двох або трьох берегових конструкцій. Колір і форма створів відповідає прийнятій в латеральній системі. Знаки бувають червоного, білого або чорного кольору. Форма знака квадратна, прямокутна або кругла. Нагорі кожного знака розташовується світловий сигнал.

## Види

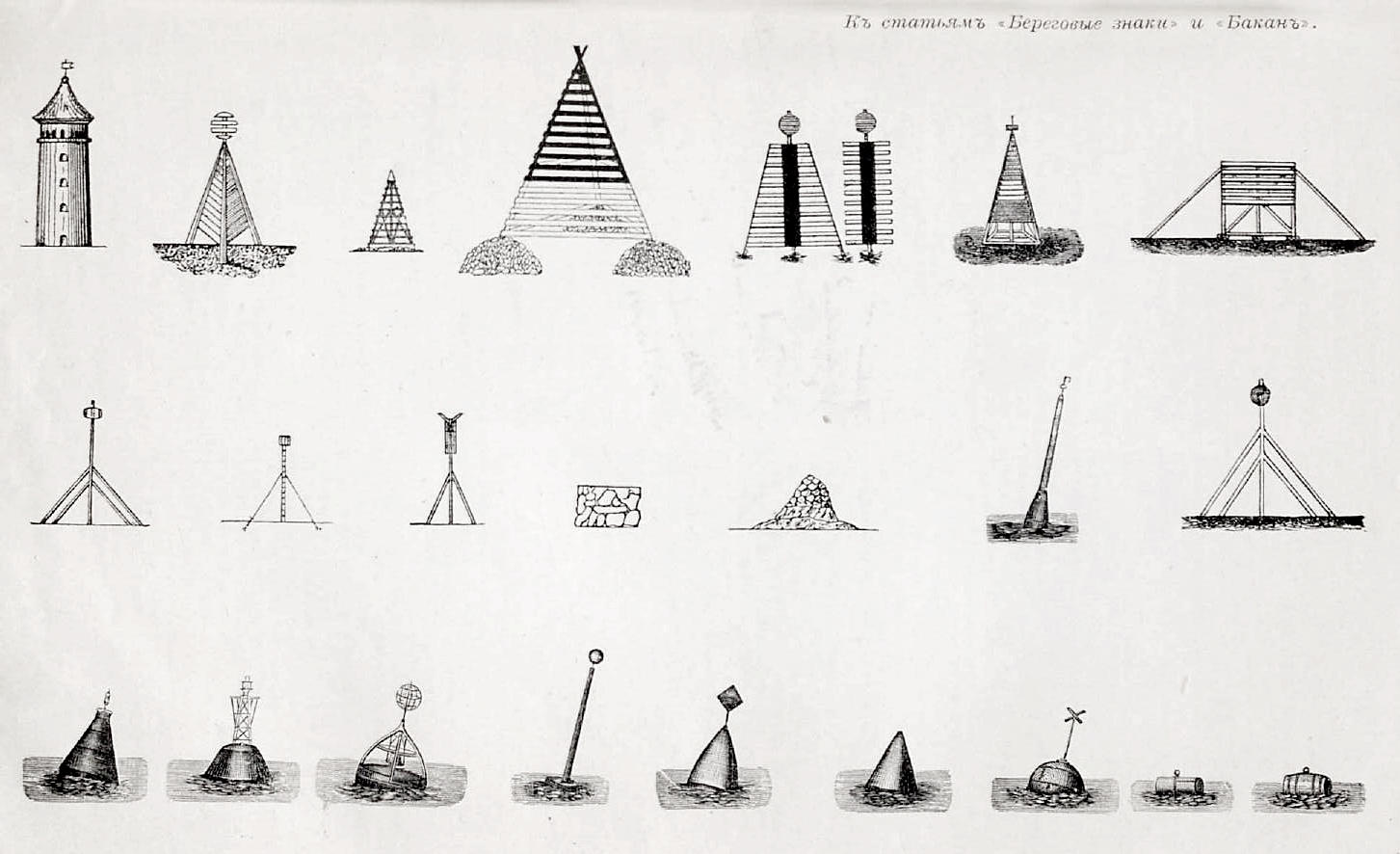
Рисунок із статті «Берегові знаки» («Військова енциклопедія Ситіна»)

### Лінійні створи
Лінійний (осьовий) створ показує напрямок і положення осі суднового ходу. Два знаки розташовуються один попереду нижче, інший позаду вище. Їхній збіг означає перебування на осьовій лінії фарватера. За взаємним положенням знаків створа можна визначити положення судна на фарватері. Форма прямокутна, квадратна, трикутна. Передній знак в темряві горить постійно, задній — проблисковим вогнем.

### Щілинні створи
Щілинні створи показують напрямок і ширину фарватеру. Застосовуються головним чином на водосховищах. Можливі два варіанти установки: три знаки розташовуються один попереду, два інших симетрично від осі першого позаду, або навпаки, два попереду, один позаду. Симетричне попадання одного в щілину між парою інших означає перебування на осі лінії фарватеру. Збіг центрального і одного з бічних показує відповідну крайку фарватеру. Форма прямокутна. Передній знак в темряві горить постійно, задній — проблисковим вогнем.

### Крайкові створи

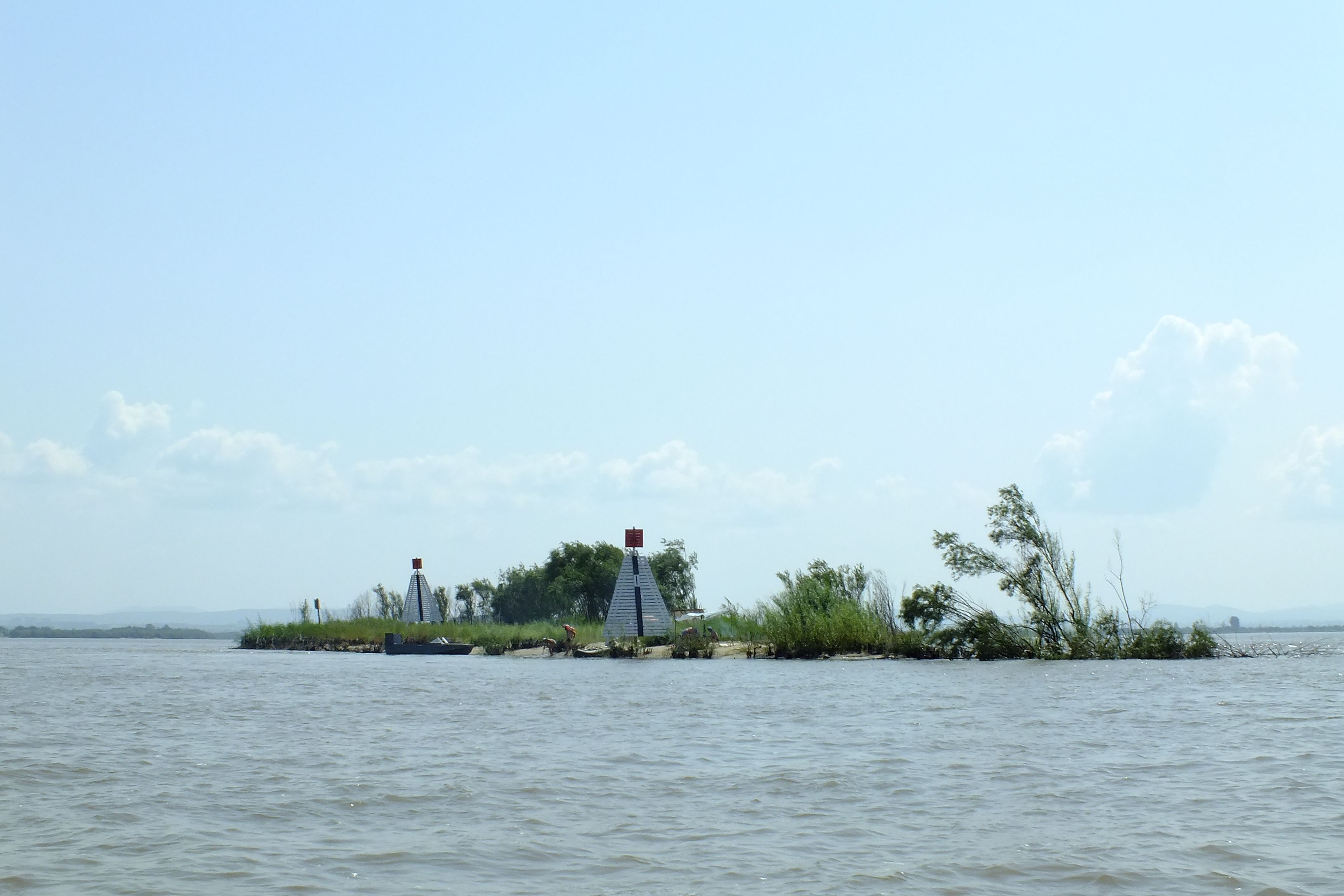
Створні знаки на Амурі

Крайкові створні знаки визначають положення суднового ходу і його крайок. Складається з пари подвійних знаків, двох передніх і двох задніх. Якщо створ визначає тільки одну крайку, то кількість знаків зменшується до двох. Форма переднього знака прямокутна, заднього трикутна. Передній знак в темряві горить постійно, задній — подвійним проблисковим вогнем.

### Перевальні знаки
Перевальні знаки встановлюються в місцях переходу (перевалу) суднового ходу (фарватеру) від одного берега до другого. У темний час доби позначаються білими (зеленими) вогнями на лівому березі, червоними на правому. Перевальний знак вказує напрямок фарватеру, а не його точне положення, на відміну від створного знака. Конструктивно перевальний знак, як правило, являє собою стовп зі щитом, площина якого перпендикулярна осі фарватеру на перевалі. Перевальні знаки використовуються, як правило, на «вільних» річках.

### Створно-перевальні знаки
Береговий знак судноплавної обстановки, що являє собою віртуальну «комбінацію» з перевального і лінійного створного знаків. Особливістю знака є те, що передній знак виконує функцію перевального знака при русі з одного напрямку. Наприклад, при русі вздовж ходового берега судноводій бачить попереду перевальний знак, що вказує на перехід (перевал) фарватеру до іншого берега. Порівнявшись з ним, він починає поворот на наступний перевальний або створний знак. Бачачи з «корми» відкривається задній знак і вся система починає виконувати функцію кормового створа.